# Бомбардировка на Венеция (1849)
Въздушната бомбардировка на Венеция от сили на Австрийската империя с аеростати през 1849 година е първото в историята документирано използване на летателни апарати за нанасяне на удар по противник.
Проведена е от австрийските войски против обсадената Венеция по време на революцията в Австрийската империя от 1848 – 1849 г. Ефективността на бомбардировката е незначителна и остава почти незабелязана в света.